# Lee Roy Murphy
Lee Roy Murphy est un boxeur américain né le 16 juillet 1958 à Chicago, Illinois.

## Carrière
Il devient champion du monde des lourds-légers IBF en battant Marvin Camel le 6 octobre 1984 par arrêt de l'arbitre à la 14e reprise. Après trois nouvelles victoires face à Eddie Taylor, Chisanda Mutti et Dorcey Gaymon, il perd sa ceinture au profit de Rickey Parkey en étant stoppé au 10e round de leur combat organisé en Italie le 25 octobre 1986.

## Référence
1. ↑  (en) Ricky Parkey vs. Lee Roy Murphy (boxrec.com)